# Garypinus mirabilis
Garypinus mirabilis es una especie de arácnido del orden Pseudoscorpionida de la familia Olpiidae.

## Distribución geográfica
Se encuentra en Hawái.